# Sollevamento geologico
In geologia, indica il sollevamento della crosta terrestre per fenomeni detti di riaggiustamento isostatico o di tettonica. 
Il termine sollevamento viene allo stesso modo applicato anche per descrivere l'innalzamento del livello del mare.